# Provincie Sud Sardegna
Sud Sardegna (Provincia del Sud Sardegna, česky „Jižní Sardinie“) je italská provincie v oblasti Sardinie. Sousedí na severu s provinciemi Nuoro a Oristano a na jihu obklopuje metropolitní město Cagliari. Vznikla v únoru 2016 v rámci územně-správní reorganizace Sardinie. Sestává ze 107 obcí, které před reorganizací byly součástí bývalých provincií Carbonia-Iglesias (23 obcí), Medio Campidano (28 obcí), Cagliari (54 obcí), popř. byly převedeny z Ogliastra (1 obec) a Oristano (1 obec).